# Belger
Belger oder Belgen (lateinisch Belgae) ist die Bezeichnung, die der römische Feldherr und Autor Gaius Iulius Caesar den gallischen Stämmen nördlich der Flüsse Sequana (Seine) und Matrona (Marne) gab. Ihr Siedlungsgebiet lag ursprünglich zwischen Seine und Rhein. Caesar unterschied die Belger von den Galliern und Aquitaniern, den anderen Stammesgruppen in dem von Rom als Gallien bezeichneten Gebiet, welches das heutige Frankreich samt einiger angrenzender Gebiete umfasste.
Der heutige Staat Belgien, der so erst seit 1830 existiert, wurde historisierend nach den teilweise im heutigen Gebiet ansässigen Belgern benannt; eine durchgehende historische Verbindung von den Belgern zu den heutigen Belgiern existiert nicht.

## Geschichte
Noch vor Beginn der Eroberung Galliens durch Gaius Iulius Caesar (58 v. Chr.) hatten vermutlich Germanen den Rhein überquert und sich mit den dort seit längerem lebenden Kelten vermischt. Sowohl Tacitus in seiner Germania als auch Caesar in De bello Gallico berichtet, dass die Belger mit besonderem Ehrgeiz Anspruch darauf erhoben, germanischer Herkunft zu sein und sich dadurch von den Galliern abzuheben. Neben den keltisierten Germanen zählt Caesar die fünf cisrhenanischen (linksrheinischen) Germanenstämme der Aduatuker, Eburonen, Condruser, Caeroser und Paemanen zu den Belgern.
Einige der Stämme aus der Marne-Gegend trieben regen Handel mit dem ebenfalls keltischen Britannien, wo sich dann auch einige Stämme der Belger im Jahrhundert vor Christi Geburt an der Küste ansiedelten. 
Im ersten gallischen Feldzug bildeten die Belger eine Koalition, wurden aber 57 v. Chr. von Caesar geschlagen. Bis 51 v. Chr. eroberten die Römer das gesamte Gebiet der belgischen Festlandsstämme. Die belgischen Eburonen revoltierten 53 v. Chr. gegen Rom, und vernichteten 15 römische Kohorten. Im Gegenzug wurden sie fast vollständig von den römischen Legionen aufgerieben. Von der anderen Rheinseite nachrückende Stämme ersetzten sie.
Als Caesar das erste Mal nach Britannien übersetzte, traf er dort auf von Cassivellaunus geführte belgische Gegner, aus denen der Stamm der Catuvellaunen hervorging. Nach weiteren Siegen Caesars in Gallien (54 bis 51 v. Chr.) flüchteten weitere belgische Siedler nach Britannien und verbreiteten ihre Kultur über große Teile Südenglands. Die wichtigsten belgischen Königreiche entstanden um Colchester (die Trinovanten unter König Cunobelinus), St. Albans (die Catuvellaunen) und Calleva Atrebatum (die Atrebaten).
Der wichtigste Beitrag der Belgae zur Wirtschaft Britanniens war die Einführung eines schwereren Pfluges, die die verfügbare Ackerfläche erheblich erweiterte.

## Belgische Stämme

### Stämme auf dem Festland
Zu den belgischen Festlandsstämmen zählten die:
- Aduatuker
- Ambianer
- Atrebaten
- Bellovaker
- Caeroser
- Condruser
- Eburonen
- Melder
- Menapier
- Moriner
- Nervier
- Paemanen
- Remer
- Suessionen
- Viromanduer

Unter Kaiser Augustus wurde dort die römische Provinz Gallia Belgica mit dem Hauptort Durocortorum (Reims) gegründet.

### Stämme auf der Insel Großbritannien
In Britannien hatten sich zu Caesars Zeit bereits die folgenden Stämme angesiedelt bzw. herausgebildet:
- Atrebaten
- Catuvellaunen
- Trinovanten

## Volk des Nordwestblocks
Nach Hans Kuhn bildeten die Belgae einen Teil des Nordwestblocks und waren sprachlich eher mit den Venetern verwandt. Auch Kuhn nahm ihre eventuelle Keltisierung um die Zeitenwende an. Der Nordwestblock umfasst nach Kuhn auch weite Teile Nordwestdeutschlands sowie die Niederlande, die nach Kuhn zur gleichen Zeit germanisiert wurden. Diese Nordwestblock-These ist jedoch stark umstritten.